# Parasites (film, 2010)
Pour les articles homonymes, voir Parasites.
Pour plus de détails, voir Fiche technique et Distribution.
Parasites (Growth) est un film américain réalisé par Gabriel Cowan, sorti en 2010.

## Fiche technique
- Titre français : Parasites
- Titre original : Growth
- Réalisation : Gabriel Cowan
- Scénario : Gabriel Cowan
- Musique : Tim Ziesmer
- Photographie : Grisha Alasadi, Katie Boyum, Mark Putnam & Richard J. Vialet
- Montage : John Suits
- Production : Amiee Clark
- Société de production : New Artists Alliance
- Société de distribution : Anchor Bay Entertainment
- Pays :  États-Unis
- Langue : Anglais
- Format : Couleur - DTS - 2.35:1
- Genre : Horreur, Science-fiction
- Durée : 87 min

## Distribution
- Mircea Monroe (VF : Léa Gabriele) : Jamie Ackerman
- Christopher Shand (VF : Juan Llorca) : Justin Roberts
- Nora Kirkpatrick (VF : Valérie Nosrée) : Kristin Daniels
- Brian Krause (VF : Benoît DuPac) : Marco
- Richard Riehle (VF : Christian de Smet) : Larkin
- Lou Richards (VF : Jean Barney) : Dr. Macavire
- Ian Patrick Williams (VF : Patrick Messe) : Mason Lane
- Robert Pike Daniel : Jake
- Jill Hoiles : Amanda

## Anecdote
- Richard Riehle et Jill Hoiles partageront de nouveau l'affiche dans le film West of Hell sorti en 2018.